# ジェフ・イーズリー
ジェフ・イーズリー（英語: Jeff Easley、1954年 - 、ケンタッキー州ニコラスビル生まれ）はフランク・フラゼッタの伝統を受け継ぐファンタジーアートの油絵画家である。

## 生い立ち
イーズリーは1954年にケンタッキー州ニコラスビルで生まれた。彼は幼少の頃にとりわけ幽霊や怪物のようなクリーチャーの絵を大量に描いた。「私は深夜に大量の怪物映画を見て、そして手に入れる事ができた怪物のモデルをいつも組み立てていた。」彼はニコラスビルの高校に出席し、そして後にマリーのマリー州立大学に行った。イーズリーは1976年に大学から美術学士の学位を獲得した。一方、彼は妻シンシアと出会い結婚し、主要な芸術仲間とした。子供にはキャシー、クリストファー、カラそしてチャールズがいる。

## 経歴
シンシアが学校を卒業した後、カップルは何人かの友人とともにマサチューセッツ州に引っ越し、イーズリーはプロアーティストとしての経歴を始めた。「私はフリーランスで ウォーレン・パブリッシングの仕事を持ち、『クリーピー』、『イーリー』そして『ヴァンピレラ』向けのカバーや漫画、そしてマーベル・コミック向けに『サヴェッジ・ソード・オブ・コナン』と『ビザール・アドベンチャーズ』を描いた。しかし自分の仕事で本当に収入が得られたのはOkey-Doke Popcorn Companyだった。」イーズリーは、地元のケンタッキー州の同郷の画家ラリー・エルモアに、共通の友人を通じて出会った。「ラリーがフォート・ノックスを辞めてTSRに入社する計画を私が聞いたとき、私は彼と連絡を取り、そこに他の雇用機会があるかもしれないことを発見した。」彼は人気ロールプレイングゲーム『ダンジョンズ&ドラゴンズ』の出版元であるTSR社に仕事を求めた：「私が...仕事を始めたのは1982年3月だった。私の最初のプロジェクトは『エンドレス・クエスト』の最初の4冊の本の背表紙に宝石を描く仕事だった。それは間違いなくそこから仕事は上り坂だった。」
彼は1980年代から1990年代にかけて、人気シリーズである『アドバンスト・ダンジョンズ&ドラゴンズ』のハードカバールールブックの、フロントカバーのアートワークの多くを描くようになった。時代から、AD&Dの『プレイヤーズ・ハンドブック』、『ダンジョンマスターズガイド』、『トーム・オブ・マジック』、『モンスター・マニュアル(Monstrous Manual)』などの彼の作品のいくつかは本のカバーで特色になり、そして『モンスター・コンペンディウム』のサプリメントやベーシックD&Dボックスなどの数十以上の製品の表紙を飾った。彼の著名な作品のいくつかには、AD&D第1版の『モンスター・マニュアル』、『モンスター・マニュアルII』、『Legends & Lore』、『アンアースド・アルカナ』、『オリエンタル・アドベンチャー』そして『ダンジョニアーズ・サバイバル・ガイド』、AD&D第2版の基本ルールブック（『プレイヤーズ・ハンドブック』、『ダンジョン・マスターズ・ガイド』そして『モンスター・マニュアル(Monstrous Manual)』）が含まれる。彼はまた『バトルシステム』初版のカバーを描き、改訂版『ガンマ・ワールド』のカバー、そして多数のモジュールとエンドレス・クエストのブックカバーと『ドラゴンランス』カレンダーの絵も描いた。彼は『ドラゴンランス・アドベンチャーズ』のカバーやドラゴンランスシリーズの他のアートワークも手がけた。 彼のアートワークのひとつ『レッド・ドラゴン』は、1983年から1989年までのAD&Dの『モンスター・マニュアル』の表紙になった。
TSR社がウィザーズ・オブ・ザ・コーストに買収されたとき、イーズリーは『マジック:ザ・ギャザリング』トレーディングカードゲームの拡張カードセット『メルカディアン・マスクス』から『イーブンタイド』までに、49枚のカードのイラストレーションを提供した。フリーランスで働いていた時、イーズリーは金と象牙のドラゴンをはめ込んだ特別限定版のギターをデザインした。彼はまたイタリアのパワーメタルバンドであるラプソディー・オブ・ファイアの2006年のアルバム『トライアンフ・オア・アゴニー』にアートワークを提供した。